# Tour de France 2005/4. Etappe

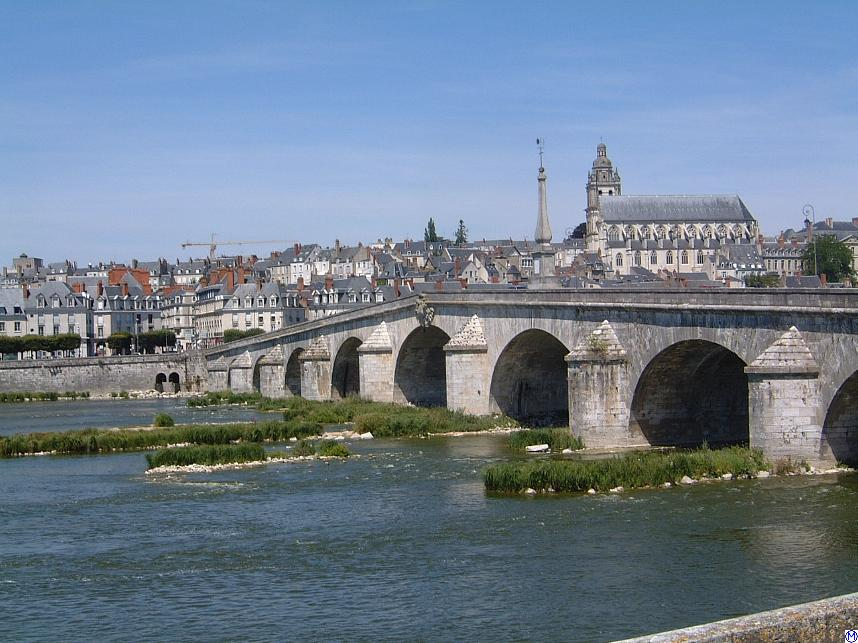
Blick auf den Zielort Blois

Die 4. Etappe der Tour de France 2005 bestand aus einem 67,5 Kilometer langen Mannschaftszeitfahren von Tours über Amboise nach Blois. Bis zur 2. Zwischenzeit in Onzain führte die Strecke die Loire entlang, danach entfernte sie sich vom Fluss und führte durch leicht hügeliges Gelände.
Das Rennen wurde durch Lance Armstrongs Mannschaft Discovery Channel gewonnen. Jedoch lag das Team CSC (mit dem Gesamtführenden David Zabriskie) bei sämtlichen Zwischenzeiten vorn. Zabriskie stürzte auf dem vorletzten Kilometer. Seine Mannschaftskameraden fuhren jedoch ohne ihn weiter, um Ivan Bassos Chancen auf den Gesamtsieg nicht zu gefährden. Schließlich fehlten der CSC-Mannschaft zwei Sekunden zum Etappensieg.
Wäre Zabriskie erst auf dem letzten Kilometer gestürzt, wären ihm nur diese zwei Sekunden angerechnet worden, doch am Ende büßte er über eine Minute ein, weshalb Lance Armstrong das Gelbe Trikot erhielt.
Discovery Channel erreichte die bislang höchste Durchschnittsgeschwindigkeit in einem Mannschaftszeitfahren in der Geschichte der Tour de France. Die Mannschaft legte die Strecke in 1:10:39 Stunden zurück, was einem Mittel von 57,31 km/h entspricht. Die bisherige Bestmarke wurde an der Tour de France 1995 durch das Gewiss-Ballan-Team aufgestellt (54,930 km/h).

## Zwischenzeiten
| Rang | Mannschaft             | 1. Zwischenzeit Amboise (25 km) | 2. Zwischenzeit Onzain (45,8 km) | 3. Zwischenzeit Blois (61,5 km) | Reelle Schlusszeit Blois (67,5 km) | Gewertete Schlusszeit 1 |
| ---- | ---------------------- | ------------------------------- | -------------------------------- | ------------------------------- | ---------------------------------- | ----------------------- |
| 1    | Discovery Channel      | 25:51 min (3.)                  | 47:14 min (2.)                   | 1:05:12 h (2.)                  | 1:10:39 h                          | 1:10:39 h               |
| 2    | CSC                    | 25:36 min (1.)                  | 47:08 min (1.)                   | 1:05:10 h (1.)                  | 1:10:41 h                          | + 0:02 min              |
| 3    | T-Mobile               | 25:51 min (3.)                  | 47:15 min (3.)                   | 1:05:36 h (3.)                  | 1:11:14 h                          | + 0:30 min              |
| 4    | Liberty Seguros        | 25:42 min (2.)                  | 47:28 min (4.)                   | 1:05:56 h (4.)                  | 1:11:32 h                          | + 0:40 min              |
| 5    | Phonak Hearing Systems | 26:15 min (7.)                  | 47:57 min (5.)                   | 1:06:27 h (5.)                  | 1:12:10 h                          | + 0:50 min              |
| 6    | Crédit Agricole        | 26:09 min (5.)                  | 48:05 min (6.)                   | 1:06:42 h (6.)                  | 1:12:20 h                          | + 1:00 min              |
| 7    | Illes Balears          | 26:27 min (8.)                  | 48:26 min (8.)                   | 1:06:59 h (7.)                  | 1:12:44 h                          | + 1:10 min              |
| 8    | Gerolsteiner           | 26:34 min (11.)                 | 48:26 min (8.)                   | 1:07:04 h (8.)                  | 1:12:44 h                          | + 1:20 min              |
| 9    | Fassa Bortolo          | 26:32 min (10.)                 | 48:31 min (10.)                  | 1:07:17 h (10.)                 | 1:12:58 h                          | + 1:30 min              |
| 10   | Liquigas-Bianchi       | 26:13 min (6.)                  | 48:20 min (7.)                   | 1:07:13 h (9.)                  | 1:13:05 h                          | + 1:40 min              |
| 11   | Davitamon-Lotto        | 26:36 min (12.)                 | 48:41 min (11.)                  | 1:07:28 h (11.)                 | 1:13:11 h                          | + 1:50 min              |
| 12   | Rabobank               | 26:45 min (13.)                 | 48:53 min (13.)                  | 1:07:40 h (12.)                 | 1:13:27 h                          | + 2:00 min              |
| 13   | Domina Vacanze         | 26:31 min (9.)                  | 48:41 min (11.)                  | 1:07:53 h (13.)                 | 1:13:43 h                          | + 2:10 min              |
| 14   | Quick Step             | 26:59 min (16.)                 | 49:16 min (15.)                  | 1:08:06 h (15.)                 | 1:13:44 h                          | + 2:20 min              |
| 15   | Bouygues-Télécom       | 26:49 min (14.)                 | 49:10 min (15.)                  | 1:08:04 h (14.)                 | 1:13:47 h                          | + 2:30 min              |
| 16   | Euskaltel-Euskadi      | 26:47 min (14.)                 | 49:26 min (16.)                  | 1:08:41 h (16.)                 | 1:14:38 h                          | + 2:35 min              |
| 17   | Lampre-Caffita         | 27:04 min (17.)                 | 49:58 min (17.)                  | 1:09:05 h (17.)                 | 1:14:48 h                          | + 2:40 min              |
| 18   | Équipe Cofidis         | 27:11 min (18.)                 | 50:04 min (18.)                  | 1:09:19 h (18.)                 | 1:15:07 h                          | + 2:45 min              |
| 19   | La Française des Jeux  | 27:28 min (19.)                 | 50:31 min (19.)                  | 1:09:40 h (19.)                 | 1:15:25 h                          | + 2:50 min              |
| 20   | Saunier Duval-Prodir   | 27:40 min (21.)                 | 50:42 min (20.)                  | 1:09:50 h (20.)                 | 1:15:45 h                          | + 2:55 min              |
| 21   | Ag2r Prévoyance        | 27:34 min (20.)                 | 50:47 min (21.)                  | 1:10:15 h (21.)                 | 1:16:02 h                          | + 3:00 min              |

1 Die Zeit wird dann gestoppt, wenn jeweils der fünfte Fahrer eines Teams die Ziellinie überquert. Eine Mannschaft kann jedoch maximal drei Minuten auf die Siegermannschaft verlieren. Der Mannschaft – und somit auch jedem Fahrer in der Einzelwertung, der mit seiner Mannschaft ins Ziel kommt – wird die reelle Zeit angerechnet. Übersteigt der reelle Rückstand jedoch den maximal möglichen Rückstand, wird nur der maximale Rückstand angerechnet. Fahrern, die abgehängt werden und nicht gleichzeitig mit ihrer Mannschaft ins Ziel kommen, wird ihre tatsächlich gefahrene Zeit angerechnet.